# 羊膜草属
羊膜草属（学名：Hemiphragma），又名腰只花屬 ，是玄参科下的一个属，为平卧、披散草本植物。该属仅有羊膜草一种，分布于喜马拉雅区至中国云南。